# Mártires de Nowogródek
Las Mártires de Nowogródek, también conocidas como las Beatas mártires de Nowogródek, las Once monjas de Nowogródek o Beata María Stella y sus diez compañeras eran un grupo de miembros de las Hermanas de la Sagrada Familia de Nazaret, una congregación religiosa católica polaca, ejecutada por la Gestapo en agosto de 1943 en la Polonia ocupada (actual Nowogródek, Bielorrusia). Han sido declaradas beatas en virtud del martirio por el Papa Juan Pablo II el 5 de marzo de 2000.

## Trasfondo
Las Hermanas de la Sagrada Familia de Nazaret habían llegado a Nowogródek, entonces parte de la Segunda República Polaca, en 1929 a petición de Zygmunt Łoziński, obispo de la Diócesis de Pinsk. Las Hermanas se convirtieron en parte integral de la vida de la ciudad. En 1939, Nowogrodek, ubicado en ese momento en Kresy, parte de la Polonia de antes de la guerra (hoy Bielorrusia central), fue anexado por la Unión Soviética e incorporado a la República Socialista Soviética de Bielorrusia. En 1941, la ciudad fue ocupada por el ejército alemán como parte de la Operación Barbarroja.
Durante las ocupaciones nazis y soviéticas de Nowogrodek, las Hermanas invirtieron un gran esfuerzo en preparar a los residentes de la ciudad para los servicios religiosos, ya que la oración litúrgica se convirtió en un faro de esperanza en medio de la desesperanza de la ocupación.
El terror nazi en Nowogródek comenzó en 1942 con el exterminio de la población judía de la ciudad como parte de la Operación Reinhard. De los 20.000 habitantes de la ciudad antes de la guerra, aproximadamente la mitad eran judíos. Los alemanes asesinaron a unos 9.500 judíos en una serie de "acciones" y enviaron a los 550 judíos restantes a campos de trabajos forzados. Esto fue seguido por un aumento en los arrestos polacos, luego la masacre de 60 personas, incluidos dos sacerdotes católicos. Esta situación se repitió el 18 de julio de 1943, cuando más de 120 personas fueron arrestadas y programadas para su ejecución.
Las mujeres del pueblo se dirigieron a las Hermanas para rezar por la liberación de los prisioneros. Después de discutir el asunto, las Hermanas expresaron unánimemente su deseo de ofrecer su vida en sacrificio por los prisioneros. La superiora de la comunidad, sor Maria Stella, CSFN, compartió la decisión de las hermanas con su párroco local, el padre Zienkiewicz, diciéndole: "Dios mío, si es necesario el sacrificio de la vida, acéptalo de nosotros y perdona a los que tienen familia. Incluso estamos orando por esta intención". Casi de inmediato, los planes para los prisioneros se cambiaron a la deportación a campos de trabajo en Alemania, y algunos de ellos incluso fueron liberados. Cuando la vida de Zienkiewicz se vio amenazada, las Hermanas renovaron su oferta, diciendo: "Hay una mayor necesidad de un sacerdote en esta tierra que de nosotros. Oramos para que Dios nos tome en su lugar, si es necesario el sacrificio de la vida".

### Ejecución
Sin previo aviso ni provocación, el 31 de julio de 1943, el comandante local de la Gestapo convocó a la comunidad a presentarse en la comisaría de policía local, donde permanecieron detenidos durante la noche. A la mañana siguiente, el 1 de agosto de 1943, los subieron a una furgoneta y los llevaron más allá de los límites de la ciudad. En un lugar apartado en el bosque a unas 3 millas de la ciudad, las once mujeres fueron asesinadas con ametralladoras y enterradas en una fosa común. Antes de presentarse en la estación de policía, la hermana Stella le había pedido a un miembro de la comunidad, la hermana M. Malgorzata Banas, CSFN, que trabajaba como enfermera en el hospital público local, que se quedara en el convento, pase lo que pase, para cuidar de la iglesia y su pastor. Ella era la mejor candidata para eso entre la comunidad, ya que vestía ropa de civil debido a su trabajo. Pasaron días antes de que ella y la gente del pueblo supieran que las Hermanas habían sido asesinadas. Finalmente, Banas localizó su tumba, cuidándola tranquilamente y la iglesia parroquial durante los años de guerra y durante la ocupación soviética de posguerra, hasta su muerte en 1966. La Iglesia de la Transfiguración, conocida como Biała Fara (o Iglesia Blanca), ahora contiene los restos de las once Hermanas.

## Mártires
Las once Hermanas asesinadas se enumeran a continuación, junto con sus nombres de nacimiento, fechas de nacimiento y edades en el momento de su muerte.
| Nombre religioso                                                   | Nombre de nacimiento   | Fecha de nacimiento     | Edad de muerte |
| ------------------------------------------------------------------ | ---------------------- | ----------------------- | -------------- |
| Hermana María Stella del Santísimo Sacramento, C.S.F.N., Superiora | Adela Mardosewicz      | 14 de diciembre de 1888 | 54 años        |
| Hermana María Imelda de Jesús la Hostia, C.S.F.N.                  | Jadwiga Karolina Żak   | 29 de diciembre de 1892 | 50 años        |
| Hermana María Raimunda de Jesús y María, C.S.F.N.                  | Anna Kokołowicz        | 24 de agosto de 1892    | 50 años        |
| Hermana María Daniela de Jesús y María Inmaculada, C.S.F.N.        | Eleonora Aniela Jóźwik | 25 de enero de 1895     | 48 años        |
| Hermana María Canuta de Jesús en Getsemaní, C.S.F.N.               | Józefa Chrobot         | 22 de mayo de 1896      | 47 años        |
| Hermana María Gwidona de la Divina Misericordia, C.S.F.N.          | Helena Cierpka         | 11 de abril de 1900     | 43 años        |
| Hermana María Sergia de Nuestra Señora de los Dolores, C.S.F.N.    | Julia Rapiej           | 18 de agosto de 1900    | 42 años        |
| Hermana María Kanizja, C.S.F.N.                                    | Eugenia Mackiewicz     | 27 de noviembre de 1903 | 39 años        |
| Hermana María Felicyta, C.S.F.N.                                   | Paulina Borowik        | 30 de agosto de 1905    | 37 años        |
| Hermana María Heliodora, C.S.F.N.                                  | Leokadia Matuszewska   | 8 de febrero de 1906    | 37 años        |
| Hermana María Boromea, C.S.F.N.                                    | Weronika Narmontowicz  | 18 de diciembre de 1916 | 26 años        |

## Veneración
El proceso de beatificación de las once religiosas se abrió oficialmente el 18 de septiembre de 1991 y, el 28 de junio de 1999, la Congregación para las Causas de los Santos de la Santa Sede anunció que el Papa Juan Pablo II había confirmado que eran mártires al haber muerto por otros en nombre de la fe católica. El Papa Juan Pablo los beatificó formalmente, junto con un grupo de otros treinta y tres, el 5 de marzo de 2000.